# التيار القطبي للقطب الجنوبي

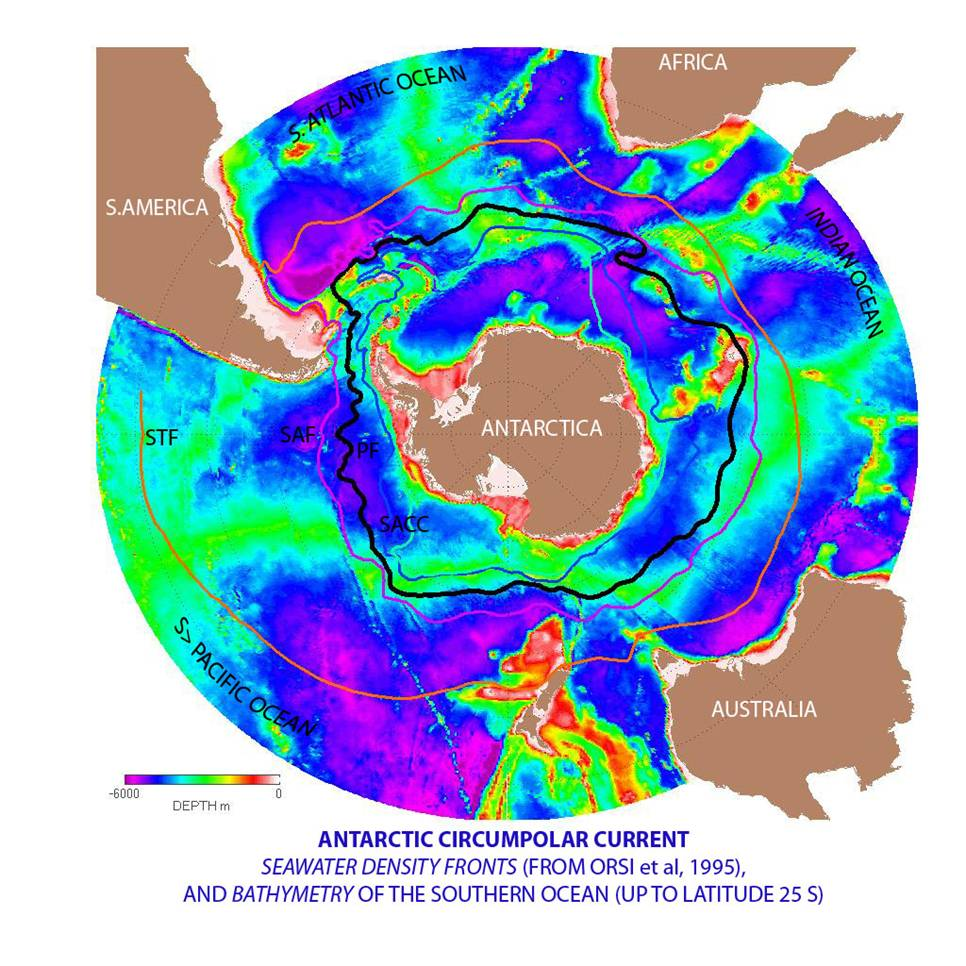
الخريطة الحالية القطبية القطبية.

التيار القطبيي للقطبية الجنوبي (المعروف أيضًا باسم الانجراف الغربي الكبير) هو تيار للمحيط الجنوبي الذي يتدفق من الغرب إلى الشرق حول القارة القطبية الجنوبية. نشأ من افتتاح ممر دريك منذ حوالي 33 مليون سنة، مكرسًا الفصل الأخير من القارة القطبية الجنوبية من أمريكا الجنوبية. كان لهذا الافتتاح آثار كبيرة، مما أدى إلى تبريد عالمي للمناخ، بالإضافة إلى تشكيل غطاء قطبي معمر على القارة القطبية الجنوبية.
يلعب التيار المحيطي دورا محوريا في دوران المحيط العالمي سحمل 150 ألف كم مكعب في الثانية أو 150 ضعف تدفق جميع أنهار العالم. أنها تخمر المياه القادمة من المحيط الهندي والمحيط الهادئ، وخاصة من جنوب المحيط الأطلسي يتم إنشاء أعمدة من الماء البارد في بحر ودل وأرض أديلي وبحر روس.
ومع ذلك فإن هده المنطقة المحيطية الغنية جدا بالحياة في أعماق المحيط لا تزال غير معروفة بسبب صعوبات الوصول إلى البعثات الثقنية وصيانتها تم جمع معظم البيانات التي تم جمعها عن التيار القطبي أثناء عبور إلى القطب الجنوبي.